# Hotsonita
La hotsonita és un mineral de la classe dels fosfats.

## Característiques
La hotsonita és un fosfat de fórmula química Al₅(SO₄)(PO₄)(OH)10·8H₂O. Va ser aprovada com a espècie vàlida per l'Associació Mineralògica Internacional l'any 1983. Cristal·litza en el sistema triclínic. Els cristalls són aciculars o en forma de llistons, de fins a 15μm; en incrustacions criptocristal·lines semblants al guix i en venes. La seva duresa a l'escala de Mohs és 2,5.
Segons la classificació de Nickel-Strunz, la hotsonita pertany a «08.DF: Fosfats només amb cations de mida mitjana, amb proporció: (OH, etc.):RO₄ > 3:1» juntament amb els següents minerals: bolivarita, evansita, liskeardita, rosieresita, rusakovita, liroconita, sieleckiïta, calcofil·lita, parnauïta i gladiusita.

## Formació i jaciments
Es troba en dipòsits de si·llimanita alterada. La sil·limanita s'altera a natroalunita i zaherita, que després s'altera a hotsonita. Va ser descoberta l'any 1983 a la mina Hotson 6, a Koenabib farm, Bushmanland (Cap Septentrional, Sud-àfrica). També ha estat descrita a Pella (Namaqualand, Sud-àfrica), a la mina Belyavinsky (óblast de Txeliàbinsk, Rússia), a la mina Yuertan (Shaanxi, Xina) i al comtat de Zhushan (Hubei, Xina).